# Pseudopilanus topali
Pseudopilanus topali är en spindeldjursart som beskrevs av Beier 1964. Pseudopilanus topali ingår i släktet Pseudopilanus och familjen blindklokrypare. Inga underarter finns listade i Catalogue of Life.